# Abja-Paluoja
Abja-Paluoja è una città dell'Estonia meridionale, nella contea di Viljandimaa, capoluogo del comune rurale di Mulgi. Amministrativamente non esistono distinzioni tra la città e il suo contado.